# Dorfbahn Serfaus
De U-Bahn Serfaus (voorheen: Dorfbahn Serfaus) is een geautomatiseerde kabelspoorweg op luchtkussens in het in Tirol gelegen Serfaus. Met een baanlengte van 1280 meter beweert de U-Bahn Serfaus na de Zwitserse Mühleggbahn en de Turkse Tünel de kortste metrolijn ter wereld te zijn, hoewel al die kabelspoorwegen geen daadwerkelijke metrolijnen zijn. Officieel wordt de kabelspoorweg ingedeeld als people mover, hoewel hij kenmerken vertoont van een echte metroverbinding. Juridisch gezien is de U-Bahn een kabelspoorweg. Het traject wordt geëxploiteerd door de Seilbahn Komperdell GmbH.

## Metrotraject
De kabeltrein rijdt onder de Dorfbahnstraße in een tunnel. Hij verbindt de parkeerplaats aan de oostzijde van het dorp met het dalstation van de kabelbanen aan de westzijde van het dorp. Het traject is 1250 meter lang en er wordt een hoogte van 20,1 meter overwonnen. De maximale stijging is 5,35%. Dit is in vergelijking met andere kabelspoorwegen redelijk beperkt.

## Stations
De kabelspoorweg heeft vier haltes: Seilbahn, Zentrum, Kirche en Parkplatz. Alle vier de metrostations van de U-Bahn zijn barrièrevrij en beschikken ter bescherming over perronschermdeuren. De metrolijn opereert in de zomer en winter tussen 07.45 en 18.45. Vervoer is gratis. Jaarlijks vervoert de U-Bahn Serfaus zo’n 1,5 miljoen passagiers.

## Operatie
De U-Bahn Serfaus wordt met kabels voortgetrokken door een centraal opgestelde motor. In tegenstelling tot andere kabeltreinen rijdt de U-Bahn niet over rails, maar zweeft trillingvrij met luchtkussens 1 millimeter boven de grond. De maximumsnelheid op het traject is 40 kilometer per uur. De maximumcapaciteit is 440 personen per rit. Per uur kan de metrolijn maximaal 3000 personen vervoeren.

## Geschiedenis
De populariteit van het skioord Serfaus zorgde tijdens de winter tot verschillende verkeersopstoppingen. Om dit tegen te gaan, besloot de gemeenteraad in 1970 om de Dorfstraße af te sluiten voor verkeer en een grote parkeerplaats aan te leggen aan de rand van Serfaus. Skitoeristen werden met bussen naar het kabelbaanstation gebracht. Door het toenemende aantal toeristen, bereikten de bussen echter hun capaciteitslimiet. Als alternatief voor de busverbinding werd de Dorfbahn Serfaus aangelegd. Op 14 december 1985 werd de dorpsspoorlijn in gebruik genomen.

## Modernisering
In 2007 ontstond de discussie dat de Dorfbahn Serfaus gemoderniseerd diende te worden wegens de groeiende stroom bezoekers. De plannen met betrekking tot vernieuwing werden op 17 oktober 2016 aan de dorpelingen gepresenteerd. Op 24 april 2017 begonnen de bouwwerkzaamheden. Alle stations werden gemoderniseerd barrièrevrij omgebouwd. Tevens werd het oude materieel vervangen door een nieuwe kabeltrein. Met de modernisering werd de naam Dorfbahn Serfaus vervangen door U-Bahn Serfaus (metro van Serfaus).

## Kortste metrolijn ter wereld
Serfaus beweert de kortste metrolijn ter wereld te hebben. Hoewel de U-Bahn Serfaus juridisch een kabelspoorweg (funiculaire) is, vertoont ze veel kenmerken van een metrolijn. De U-Bahn heeft geen gelijkvloerse kruisingen en is in haar geheel aangelegd in een tunnel. Tevens hebben de gemoderniseerde stations veel weg van een metrostation.

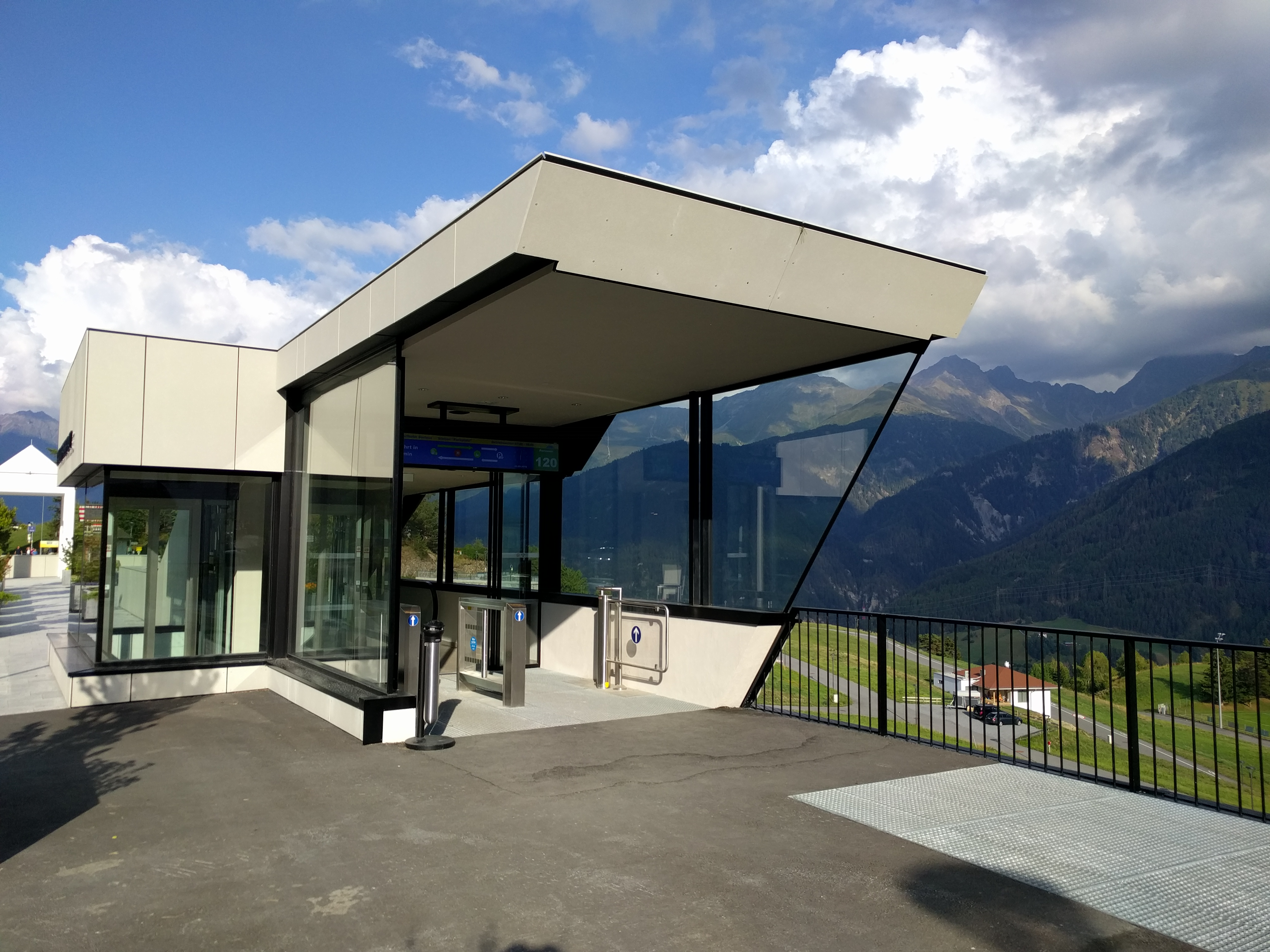
Gemoderniseerd metrostation van de U-Bahn Serfaus. Het metrostation vertoont enigszins kenmerken van een metrolijn.